# Pheroliodes vermicularis
Pheroliodes vermicularis är en kvalsterart som först beskrevs av Balogh 1970.  Pheroliodes vermicularis ingår i släktet Pheroliodes och familjen Pheroliodidae. Inga underarter finns listade i Catalogue of Life.